# Neptis esakii
Neptis esakii är en fjärilsart som beskrevs av Shuhei Nomura 1935. Neptis esakii ingår i släktet Neptis och familjen praktfjärilar. Inga underarter finns listade i Catalogue of Life.